# 2022–2023-as UEFA Európa Konferencia Liga (selejtezők, bajnoki ág)
A 2022–2023-as UEFA Európa Konferencia Liga selejtezőit négy fordulóban bonyolították le 2022. július 7. és augusztus 25. között. A bajnoki ágon összesen 23 csapat vett részt, melyből 5 csapat jutott be a 32 csapatos csoportkörbe.

## Lebonyolítás
A bajnoki ág a következő fordulókat tartalmazta:
- 2. selejtezőkör (16 csapat): 13 csapat lépett be a körben (a BL előselejtezőjének 3 kiesője és a BL 1. selejtezőkörének 15 kiesője).
- 3. selejtezőkör (10 csapat): 2 csapat lépett be a körben (a BL 1. selejtezőkörének 2 kiesője), és 8 győztes a 2. selejtezőkörből.
- Rájátszás (10 csapat): : 5 csapat lépett be a körben (az EL 3. selejtezőkörének 5 kiesője), és 5 győztes a 3. selejtezőkörből.

A rájátszás 5 győztes csapata továbbjutott a csoportkörbe.

## Fordulók és időpontok
A mérkőzések időpontjai a következők (az összes sorsolást az UEFA székházában Nyonban, Svájcban tartották).
| Forduló    | Sorsolás dátuma    | 1. mérkőzés         | 2. mérkőzés         |
| ---------- | ------------------ | ------------------- | ------------------- |
| 2. forduló | 2022. június 15.   | 2022. július 21.    | 2022. július 28.    |
| 3. forduló | 2022. július 18.   | 2022. augusztus 4.  | 2022. augusztus 11. |
| Rájátszás  | 2022. augusztus 1. | 2022. augusztus 18. | 2022. augusztus 25. |

## 2. selejtezőkör
A 2. selejtezőkör sorsolását 2022. június 15-én tartották.

### 2. selejtezőkör, kiemelés
A 2. selejtezőkörben 16 csapat vett részt. A csapatok a sorsolás időpontjában ismeretlenek voltak.
- Kiemelt csapatok: 13 csapat az UEFA-bajnokok ligája 1. selejtezőkörének veszteseként. 2 csapat játék nélküli kiemelést kapott és automatikusan a 3. selejtezőkörbe került, amelyet az 1. selejtezőkör sorolását követően egy külön sorsolással határoztak meg.
- Nem kiemelt csapatok: 3 csapat az UEFA-bajnokok ligája előselejtezőjének kiesői

A csapatokat három csoportra osztották, amelyben öt csapat kiemelt és egy csapat nem kiemelt volt. A sorsoláskor előbb a nem kiemelt csapatokat sorsolták valamelyik kiemelttel, ezt követően a maradék kiemelt csapatokat sorsolták össze. Az elsőként kisorsolt csapat volt az első mérkőzés pályaválasztója.
| 1. csoport                                                              | 1. csoport   | 2. csoport                                                            | 2. csoport    | 3. csoport                            | 3. csoport              |
| Kiemelt                                                                 | Nem kiemelt  | Kiemelt                                                               | Nem kiemelt   | Kiemelt                               | Nem kiemelt             |
| ----------------------------------------------------------------------- | ------------ | --------------------------------------------------------------------- | ------------- | ------------------------------------- | ----------------------- |
| - Víkingur Reykjavík - Sutjeska Nikšić - KÍ - The New Saints - Ballkani | - La Fiorita | - Lech Poznań - Zrinjski Mostar - Dinamo Batumi - Tirana - Hibernians | - FCI Levadia | - CFR Cluj - Tobil - Lincoln Red Imps | - Inter Club d’Escaldes |

### 2. selejtezőkör, párosítások
Az első mérkőzéseket július 19-én, 20-án és 21-én, a második mérkőzéseket július 26-án, 27-én és 28-án játszották. A párosítások győztesei a 3. selejtezőkörbe jutottak, a vesztesek kiestek.

| 1. csapat           | Össz.   | 2. csapat             | 1. mérk. | 2. mérk. |
| ------------------- | ------- | --------------------- | -------- | -------- |
| Sahcjor Szalihorszk | kiemelt |                       |          |          |
| RFS                 | kiemelt |                       |          |          |
| La Fiorita          | 0–10    | Ballkani              | 0–4      | 0–6      |
| Víkingur Reykjavík  | 2–0     | The New Saints        | 2–0      | 0–0      |
| Sutjeska Nikšić     | 0–1     | KÍ                    | 0–0      | 0–1      |
| Hibernians          | 4–3     | FCI Levadia           | 3–2      | 1–1      |
| Tirana              | 2–4     | Zrinjski Mostar       | 0–1      | 2–3      |
| Lech Poznań         | 6–1     | Dinamo Batumi         | 5–0      | 1–1      |
| CFR Cluj            | 4–1     | Inter Club d’Escaldes | 3–0      | 1–1      |
| Tobil               | 3–0     | Lincoln Red Imps      | 2–0      | 1–0      |

### 2. selejtezőkör, mérkőzések
| 2022. július 19. 20:45 |

| La Fiorita | 0–4               | Ballkani                                 |
| ---------- | ----------------- | ---------------------------------------- |
|            | (0–2) Jegyzőkönyv | Korenica 6' Rrahmani 23' 50' Berisha 73' |

| San Marino Stadium, Serravalle Játékvezető: Nikola Popov (bolgár) |

| 2022. július 26. 20:00 |

| Ballkani                                        | 6–0               | La Fiorita |
| ----------------------------------------------- | ----------------- | ---------- |
| Rrahmani 6' 8' 69' Abazi 73' 90+1' Krasniqi 75' | (2–0) Jegyzőkönyv |            |

| Fadil Vokrri Stadium, Pristina Játékvezető: Adam Ladebäck (svéd) |

| 2022. július 21. 21:30 (19:30 WET) |

| Víkingur Reykjavík                       | 2–0               | The New Saints |
| ---------------------------------------- | ----------------- | -------------- |
| K. Ingason 29' (11-esből) 57' (11-esből) | (1–0) Jegyzőkönyv |                |

| Víkingsvöllur, Reykjavík Játékvezető: Peter Kráľovič (szlovák) |

| 2022. július 26. 19:15 (18:15 BST) |

| The New Saints | 0–0         | Víkingur Reykjavík |
| -------------- | ----------- | ------------------ |
|                | Jegyzőkönyv |                    |

| Park Hall, Oswestry Játékvezető: Ivaylo Stoyanov (bolgár) |

| 2022. július 20. 21:00 |

| Sutjeska Nikšić | 0–0         | KÍ |
| --------------- | ----------- | -- |
|                 | Jegyzőkönyv |    |

| DG Arena, Podgorica Játékvezető: Arda Kardeşler (török) |

| 2022. július 27. 20:00 (19:00 WEST) |

| KÍ             | 1–0               | Sutjeska Nikšić |
| -------------- | ----------------- | --------------- |
| Klettskarð 66' | (0–0) Jegyzőkönyv |                 |

| Við Djúpumýrar, Klaksvík Játékvezető: Christian-Petru Ciochirca (osztrák) |

| 2022. július 19. 20:00 |

| Hibernians                           | 3–2               | FCI Levadia           |
| ------------------------------------ | ----------------- | --------------------- |
| Apap 17' Degabriele 24' Muritala 90' | (2–0) Jegyzőkönyv | Uggè 87' Agyiri 90+4' |

| Centenary Stadion, Ta’ Qali Játékvezető: Volen Chinkov (bolgár) |

| 2022. július 28. 19:00 (20:00 EEST) |

| FCI Levadia | 1–1               | Hibernians |
| ----------- | ----------------- | ---------- |
| Õigus 79'   | (0–0) Jegyzőkönyv | Apap 78'   |

| Lilleküla Stadium, Tallinn Játékvezető: Henrik Nalbandyan (örmény) |

| 2022. július 19. 20:00 |

| Tirana | 0–1               | Zrinjski Mostar        |
| ------ | ----------------- | ---------------------- |
|        | (0–1) Jegyzőkönyv | Bilbija 12' (11-esből) |

| Arena Kombëtare, Tirana Játékvezető: Loukas Sotiriou (ciprusi) |

| 2022. július 28. 20:00 |

| Zrinjski Mostar                     | 3–2               | Tirana                    |
| ----------------------------------- | ----------------- | ------------------------- |
| Janković 25' Tičinović 36' Ćuže 80' | (2–0) Jegyzőkönyv | Ismailgeci 51' Xhixha 83' |

| Stadion pod Bijelim Brijegom, Mostar Játékvezető: Yasar Kemal Ugurlu (török) |

| 2022. július 21. 18:00 |

| Lech Poznań                               | 5–0               | Dinamo Batumi |
| ----------------------------------------- | ----------------- | ------------- |
| Skóraś 10' 33' Amaral 24' 66' Ishak 90+4' | (3–0) Jegyzőkönyv |               |

| Stadion Poznań, Poznań Játékvezető: Ian McNabb (északír) |

| 2022. július 28. 19:00 (21:00 GET) |

| Dinamo Batumi | 1–1               | Lech Poznań    |
| ------------- | ----------------- | -------------- |
| Vatsadze 64'  | (0–0) Jegyzőkönyv | Czerwiński 76' |

| Batumi Stadium, Batumi Játékvezető: Igor Stojchevski (északmacedón) |

| 2022. július 21. 19:30 (20:30 EEST) |

| CFR Cluj                                              | 3–0               | Inter Club d’Escaldes |
| ----------------------------------------------------- | ----------------- | --------------------- |
| Betancor 5' (11-esből) Debeljuh 38' Feher 84' (öngól) | (2–0) Jegyzőkönyv |                       |

| Stadionul Dr. Constantin Rădulescu, Kolozsvár Játékvezető: Alex Troleis (feröeri) |

| 2022. július 26. 19:00 |

| Inter Club d’Escaldes | 1–1               | CFR Cluj            |
| --------------------- | ----------------- | ------------------- |
| Soldevila 21'         | (1–0) Jegyzőkönyv | Deac 51' (11-esből) |

| Estadi Comunal, Andorra la Vella Játékvezető: Kristoffer Hagenes (norvég) |

| 2022. július 21. 16:00 (20:00 ALMT) |

| Tobil                           | 2–0               | Lincoln Red Imps |
| ------------------------------- | ----------------- | ---------------- |
| Zhaksylykov 65' Tomašević 90+1' | (0–0) Jegyzőkönyv |                  |

| Central Stadium, Kosztanaj Játékvezető: Matthew De Gabriele (máltai) |

| 2022. július 26. 18:00 |

| Lincoln Red Imps | 0–1               | Tobil     |
| ---------------- | ----------------- | --------- |
|                  | (0–1) Jegyzőkönyv | Tošić 31' |

| Victoria Stadion, Gibraltár Játékvezető: Gal Leibovitz (izraeli) |

## 3. selejtezőkör
A 3. selejtezőkör sorsolását 2022. július 18-án, 14 órától tartották.

### 3. selejtezőkör, kiemelés
A 3. selejtezőkörben 10 csapat vett részt, melyből 8 az UEFA-bajnokok ligája 2. selejtezőkörének vesztese volt, 2 csapat pedig az UEFA-bajnokok ligája 1. selejtezőkörének vesztes csapataként játék nélküli kiemelést kapott és automatikusan a 3. selejtezőkörbe került.
A csapatokat kettő csoportra osztották, kiemelést nem alkalmaztak. A sorsoláskor a csoportokban lévő csapatokat egymással sorsolták. Az elsőként kisorsolt csapat volt az első mérkőzés pályaválasztója.
- T: A 2. selejtezőkörből továbbjutott csapat, a sorsoláskor nem volt ismert.

| 1. csoport                                                                                | 2. csoport                                                             |
| ----------------------------------------------------------------------------------------- | ---------------------------------------------------------------------- |
| - RFS - Ballkani (T) - Víkingur Reykjavík (T) - KÍ (T) - Hibernians (T) - Lech Poznań (T) | - Sahcjor Szalihorszk - Zrinjski Mostar (T) - CFR Cluj (T) - Tobil (T) |

### 3. selejtezőkör, párosítások
Az első mérkőzéseket augusztus 3-án és 4-én, a második mérkőzéseket augusztus 9-én, 10-én és 11-én játszották. A párosítások győztesei a rájátszásba jutottak, a vesztesek kiestek.

| 1. csapat           | Össz.        | 2. csapat   | 1. mérk. | 2. mérk.   |
| ------------------- | ------------ | ----------- | -------- | ---------- |
| Víkingur Reykjavík  | 2–4          | Lech Poznań | 1–0      | 1–4 (h.u.) |
| RFS                 | 4–2          | Hibernians  | 1–1      | 3–1        |
| Ballkani            | 4–4 (t. 4–3) | KÍ          | 3–2      | 1–2 (h.u.) |
| Zrinjski Mostar     | 2–1          | Tobil       | 1–0      | 1–1        |
| Sahcjor Szalihorszk | 0–1          | CFR Cluj    | 0–0      | 0–1        |

### 3. selejtezőkör, mérkőzések
| 2022. augusztus 4. 20:45 (18:45 WET) |

| Víkingur Reykjavík | 1–0               | Lech Poznań |
| ------------------ | ----------------- | ----------- |
| Sigurpálsson 45'   | (1–0) Jegyzőkönyv |             |

| Víkingsvöllur, Reykjavik Játékvezető: Juxhin Xhaja (albán) |

| 2022. augusztus 11. 20:30 |

| Lech Poznań                                    | 4–1 (h. u.)                 | Víkingur Reykjavík |
| ---------------------------------------------- | --------------------------- | ------------------ |
| Ishak 32' Velde 44' Marchwiński 96' Sousa 119' | (2–0, 2–1, 3–1) Jegyzőkönyv | Djurić 90+5'       |

| Stadion Poznań, Poznań Játékvezető: Julian Weinberger (osztrák) |

| 2022. augusztus 4. 18:00 (19:00 EEST) |

| RFS      | 1–1               | Hibernians |
| -------- | ----------------- | ---------- |
| Ilić 85' | (0–1) Jegyzőkönyv | Vella 39'  |

| Daugava Stadion, Riga Játékvezető: Genc Nuza (koszovói) |

| 2022. augusztus 11. 20:00 |

| Hibernians              | 1–3               | RFS                               |
| ----------------------- | ----------------- | --------------------------------- |
| J. Grech 71' (11-esből) | (0–1) Jegyzőkönyv | Mareš 45' (11-esből) Ilić 78' 87' |

| Centenary Stadion, Ta’ Qali Játékvezető: Kateryna Monzul (ukrán) |

| 2022. augusztus 4. 20:00 |

| Ballkani                              | 3–2               | KÍ                 |
| ------------------------------------- | ----------------- | ------------------ |
| Gripshi 30' Korenica 41' Rrahmani 50' | (2–0) Jegyzőkönyv | Klettskarð 69' 88' |

| Fadil Vokrri Stadium, Pristina Játékvezető: Espen Eskås (norvég) |

| 2022. augusztus 11. 20:00 (19:00 WEST) |

| KÍ                                           | 2–1 (h. u.)       | Ballkani                             |
| -------------------------------------------- | ----------------- | ------------------------------------ |
| Mikkelsen 56' da Silva 89'                   | (0–0) Jegyzőkönyv | Krasniqi 83'                         |
| Büntetőpárbaj                                |                   |                                      |
| Bjartalíð Holvad Poulsen Danielsen Andreasen | 3–4               | Thaci Dellova Gripshi Zyba Emerllahu |

| Við Djúpumýrar, Klaksvík Játékvezető: Goga Kikacheishvili (grúz) |

| 2022. augusztus 4. 21:00 |

| Zrinjski Mostar | 1–0               | Tobil |
| --------------- | ----------------- | ----- |
| Janković 76'    | (0–0) Jegyzőkönyv |       |

| Stadion pod Bijelim Brijegom, Mostar Játékvezető: António Nobre (portugál) |

| 2022. augusztus 11. 16:00 (20:00 ALMT) |

| Tobil     | 1–1               | Zrinjski Mostar |
| --------- | ----------------- | --------------- |
| Déblé 53' | (0–1) Jegyzőkönyv | Ćuže 34'        |

| Central Stadium, Kosztanaj Játékvezető: Nathan Verboomen (belga) |

| 2022. augusztus 4. 19:00 (20:00 TRT) |

| Sahcjor Szalihorszk | 0–0         | CFR Cluj |
| ------------------- | ----------- | -------- |
|                     | Jegyzőkönyv |          |

| New Sakarya Stadium, Adapazarı, Törökország Játékvezető: Ioannis Papadopoulos (görög) |

| 2022. augusztus 11. 19:00 (20:00 EEST) |

| CFR Cluj     | 1–0               | Sahcjor Szalihorszk |
| ------------ | ----------------- | ------------------- |
| Betancor 37' | (1–0) Jegyzőkönyv |                     |

| Stadionul Dr. Constantin Rădulescu, Kolozsvár Játékvezető: Morten Krogh (dán) |

## Rájátszás
A rájátszás sorsolását 2022. augusztus 2-án 14 órától tartották.

### Rájátszás, kiemelés
A rájátszásban 10 csapat vett részt.
- Kiemeltek: 5 kieső az Európa-liga 3. selejtezőkörének bajnoki ágának veszteseként.
- Nem kiemeltek: 5 továbbjutó a 3. selejtezőkör, bajnoki ágáról.

A csapatok a sorsoláskor nem voltak ismertek. Az elsőként kisorsolt volt az első mérkőzés pályaválasztója.
| Kiemeltek                                                                                  | Nem kiemeltek                                                                   |
| ------------------------------------------------------------------------------------------ | ------------------------------------------------------------------------------- |
| - F91 Dudelange (EL) - Shkupi (EL) - Linfield (EL) - Slovan Bratislava (EL) - Maribor (EL) | - Lech Poznań (T) - RFS (T) - Ballkani (T) - Zrinjski Mostar (T) - CFR Cluj (T) |

### Rájátszás, párosítások
Az első mérkőzéseket augusztus 18-án, a második mérkőzéseket augusztus 25-én játszották. A párosítások győztesei a csoportkörbe jutottak, a vesztesek kiestek.

| 1. csapat       | Össz.        | 2. csapat         | 1. mérk. | 2. mérk.   |
| --------------- | ------------ | ----------------- | -------- | ---------- |
| Maribor         | 0–1          | CFR Cluj          | 0–0      | 0–1        |
| RFS             | 3–3 (t. 4–2) | Linfield          | 2–2      | 1–1 (h.u.) |
| Lech Poznań     | 3–1          | F91 Dudelange     | 2–0      | 1–1        |
| Shkupi          | 1–3          | Ballkani          | 1–2      | 0–1        |
| Zrinjski Mostar | 2–2 (t. 5–6) | Slovan Bratislava | 1–0      | 2–1 (h.u.) |

### Rájátszás, mérkőzések
| 2022. augusztus 18. 20:15 |

| Maribor | 0–0         | CFR Cluj |
| ------- | ----------- | -------- |
|         | Jegyzőkönyv |          |

| Ljudski vrt, Maribor Játékvezető: Pavel Orel (cseh) |

| 2022. augusztus 25. 19:00 (20:00 EEST) |

| CFR Cluj | 1–0               | Maribor |
| -------- | ----------------- | ------- |
| Cvek 90' | (0–0) Jegyzőkönyv |         |

| Stadionul Dr. Constantin Rădulescu, Kolozsvár Játékvezető: John Beaton (skót) |

| 2022. augusztus 18. 19:00 (20:00 EEST) |

| RFS                               | 2–2               | Linfield              |
| --------------------------------- | ----------------- | --------------------- |
| Friesenbichler 88' Lipušček 90+5' | (0–1) Jegyzőkönyv | Fallon 38' Cooper 71' |

| Daugava Stadium, Riga Játékvezető: Aliyar Aghayev (azeri) |

| 2022. augusztus 25. 20:45 (19:45 BST) |

| Linfield                        | 1–1 (h. u.)                 | RFS                             |
| ------------------------------- | --------------------------- | ------------------------------- |
| McClean 104'                    | (0–0, 0–0, 1–0) Jegyzőkönyv | Callacher 120+1' (öngól)        |
| Büntetőpárbaj                   |                             |                                 |
| Clarke Devine Vertainen McClean | 2–4                         | Friesenbichler Ilić Mareš Panić |

| Windsor Park, Belfast Játékvezető: Matej Jug (szlovén) |

| 2022. augusztus 18. 20:30 |

| Lech Poznań        | 2–0               | F91 Dudelange |
| ------------------ | ----------------- | ------------- |
| Velde 6' Ishak 66' | (1–0) Jegyzőkönyv |               |

| Stadion Poznań, Poznań Játékvezető: Manfredas Lukjančukas (litván) |

| 2022. augusztus 25. 20:00 |

| F91 Dudelange | 1–1               | Lech Poznań |
| ------------- | ----------------- | ----------- |
| Kirch 36'     | (1–0) Jegyzőkönyv | Pereira 60' |

| Stade de Luxembourg, Luxembourg Játékvezető: Nikola Dabanović (montenegrói) |

| 2022. augusztus 18. 21:00 |

| Shkupi       | 1–2               | Ballkani                  |
| ------------ | ----------------- | ------------------------- |
| Adetunji 19' | (1–1) Jegyzőkönyv | Rrahmani 23' Korenica 67' |

| Toše Proeski Arena, Szkopje Játékvezető: Ivar Orri Kristjansson (izlandi) |

| 2022. augusztus 25. 20:00 |

| Ballkani     | 1–0               | Shkupi |
| ------------ | ----------------- | ------ |
| Korenica 69' | (0–0) Jegyzőkönyv |        |

| Fadil Vokrri Stadion, Pristina Játékvezető: Vad István (magyar) |

| 2022. augusztus 18. 20:00 |

| Zrinjski Mostar | 1–0               | Slovan Bratislava |
| --------------- | ----------------- | ----------------- |
| Bilbija 89'     | (0–0) Jegyzőkönyv |                   |

| Stadion pod Bijelim Brijegom, Mostar Játékvezető: Julian Weinberger (osztrák) |

| 2022. augusztus 25. 20:30 |

| Slovan Bratislava                                  | 2–1 (h. u.)                 | Zrinjski Mostar                                               |
| -------------------------------------------------- | --------------------------- | ------------------------------------------------------------- |
| Ramírez 67' 120+1'                                 | (0–0, 1–0, 1–1) Jegyzőkönyv | Savić 103'                                                    |
| Büntetőpárbaj                                      |                             |                                                               |
| Hrnčár Medved Mustafić Abena Ramírez Kashia Čavrić | 6–5                         | Bilbija Kamenar Savić Maglica Jakovljević Barišić Malekinušić |

| Tehelné pole, Pozsony Játékvezető: Mohammed Al-Hakim (svéd) |